# Domingos da Silva Bueno
Domingos da Silva Bueno foi um mestre-de-campo, nomeado  guarda-mor das repartições das Minas por Artur de Sá e Meneses. Comenta o autor da "Memória sobre a Capitania de Minas" (autor que pode ser José Joaquim da Rocha): 
"Retirando Artur de Sá e Menezes, ficou exercendo o Governo das Minas o mestre-de-campo Domingos da Silva Bueno, guarda-mor das repartições das datas. Seu governo sem força fez multiplicar as primeiras desordens, crescendo  principalmente pela emulação dos naturais da Europa e das Outras capitanias contra os naturais de São Paulo desde 1707 até 1710, foram expulsos os Paulistas capitaneando os seus contrários, chamados emboabas." Ora, isso só será verdade em em novembro de 1707.